# 바람의 그림자
바람의 그림자(스페인어: La sombra del viento)는 스페인의 작가 카를로스 루이스 사폰(스페인어: Carlos Ruiz Zafón)의 2001년 발표작으로, 청소년을 위한 소설을 발표해 오던 그가 성인을 대상으로 쓴 첫 번째 작품이기도 하다. 평단의 극찬과 더불어 여러 권위있는 문학상을 수상하였으며, 대중들에게도 사랑받는 세계적 베스트셀러가 되었다.
스페인에서 수 주간 베스트셀러 1위의 자리를 차지한 것은 물론, 독일을 비롯한 유럽 각국에서 엄청난 판매고를 올렸으며, 2004년에는 영어로 번역되어 영국에서만 백만부 이상이 팔리고 미국에서도 크게 성공했다.

## 도입
스페인 내전 이후의 바르셀로나를 배경으로 하는 이 소설은, 다니엘이라는 한 소년이 아버지의 손에 이끌려 '잊혀진 책들의 묘지'라는 선택된 소수의 열람자들만을 위한 오래된 도서관을 찾아가면서 시작된다. 사람들에게 잊혀져 가는 책들의 묘지인 이곳을 방문하는 자에게는 한권의 책을 선택하여 평생 자신의 것으로 간직할 수 있는 특권이 부여된다. 훌리안 카락스라는 무명의 작가가 쓴 '바람의 그림자'를 선택한 다니엘은 집에 돌아와 마력에 사로 잡힌 듯 단숨에 그 책을 읽어 내려간다. 이후 훌리안 카락스의 다른 책을 찾으려 해 보지만 이상하게도 전혀 찾을 수가 없었다. 그러던 중, 자신을 라인 쿠베르라 칭하는 기묘한 사나이의 방문을 받게 된다. 악마의 모습을 한 쿠베르는 오랫동안 세상 모든 곳에서 카락스의 책을 찾아내어 불태워 버리고 있었던 것이다.

## 등장 인물
다니엘 셈페레 – 작은 서점 주인의 아들. 잊혀진 책들의 무덤에 숨겨져 있던 훌리안 카락스의 책 ‘바람의 그림자’를 세상에 나오게 한다. 이 책에 얽혀있는 비극적 운명의 실타래를 풀어 나가게 되면서, 자신 또한 그 일부가 되어 간다.
토마스 아길라르 – 다니엘의 절친한 친구로 부유한 가문의 아들. 내향적인 편이나 기발한 발명을 해내기도 한다.
베아트리스 아길라르 – 토마스의 누나. 아름다운 용모의 당찬 여학생
클라라 바르셀로 – 다니엘이 책을 읽어주게 되면서 연모의 정을 품게 된 10살 연상의 여인. 앞을 보지 못한다.
훌리안 카락스- 다니엘이 잊혀진 책들의 무덤에서 발견해 낸 ‘바람의 그림자’의 작가.
푸메로 – 훌리안 카락스의 학창 시절 친구. 권력에 기생하는 부패 경찰로 성장한다.
미켈 몰리네르 – 유쾌하고 의리있는 학창 시절 친구로, 훌리안을 끝까지 돕는다.
호르헤 알다야 – 훌리안 카락스의 또 다른 학창시절 친구. 엄청난 재력가인 알다야 가문의 아들.
페넬로페 알다야 – 호르헤 알다야의 여동생. 천사와 같은 아름다움을 가진 소녀.
누리아 몽포르트 – 훌리안의 책을 펴낸 출판사의 직원이자 ‘잊혀진 책들의 무덤’의 관리인 몽포르트의 딸. 지적인 팜므파탈(femme fatale).

## 같이 보기
- 티비다보